# Krasny Cholm
Krasny Cholm (Russisch: Красный Холм, 'Rode heuvel') is een stad in de Russische oblast Tver. De stad ligt in het noordoosten van de oblast, op 175 kilometer van Tver. Het aantal inwoners is 5.320. Krasny Cholm is tevens het centrum van het gelijknamige bestuurlijke rayon.
De nederzetting wordt sinds 1518 vermeld als Spas-na-Cholmoe. Het dorp was gelegen op kloostergrond, maar in 1764 werd het onteigend. In 1776 kreeg Krasny Cholm de status van stad. In 1899 zorgde de aanleg van de spoorlijn Sint-Petersburg - Rybinsk voor verdere economische ontwikkeling.

## Demografie
| 1856  | 1897  | 1917  | 1926  | 1939  | 1959  | 1970  | 1979  | 1989  | 2002  | 2010  | 2015  |
| ----- | ----- | ----- | ----- | ----- | ----- | ----- | ----- | ----- | ----- | ----- | ----- |
| 1.827 | 2.514 | 4.989 | 4.680 | 6.770 | 6.948 | 7.296 | 7.498 | 7.875 | 6.396 | 5.608 | 5.320 |

## Galerij

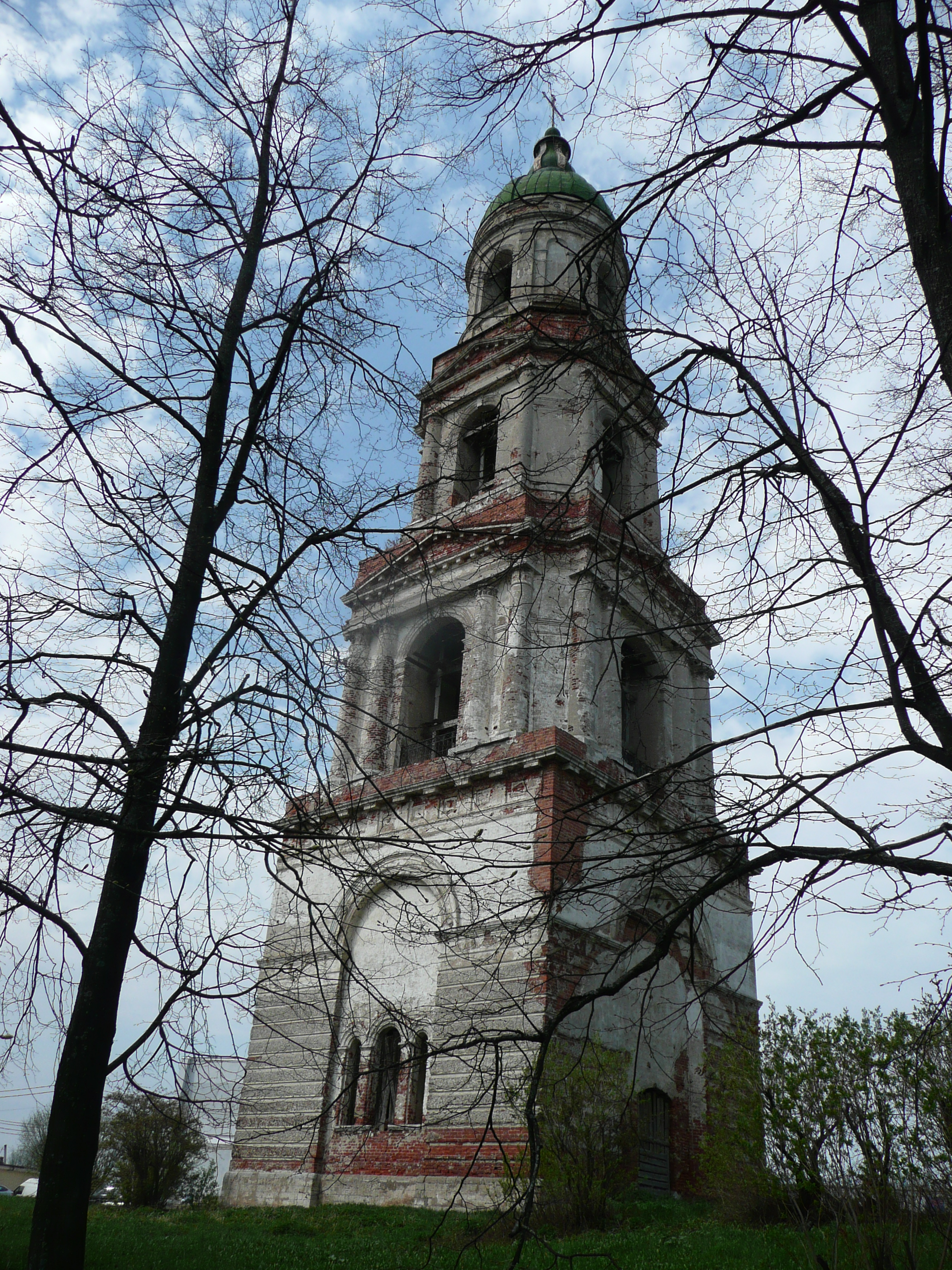
Klokkentoren van St. Vladimirkerk
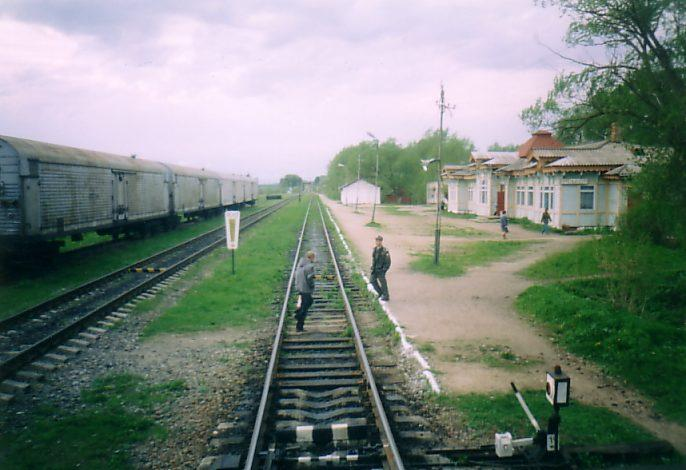
Het station Krasny Cholm in het jaar 2005
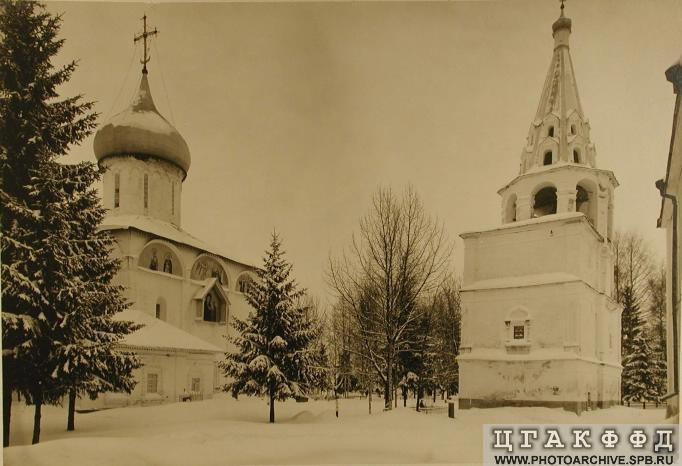
Klooster in het begin van de 20ste eeuw
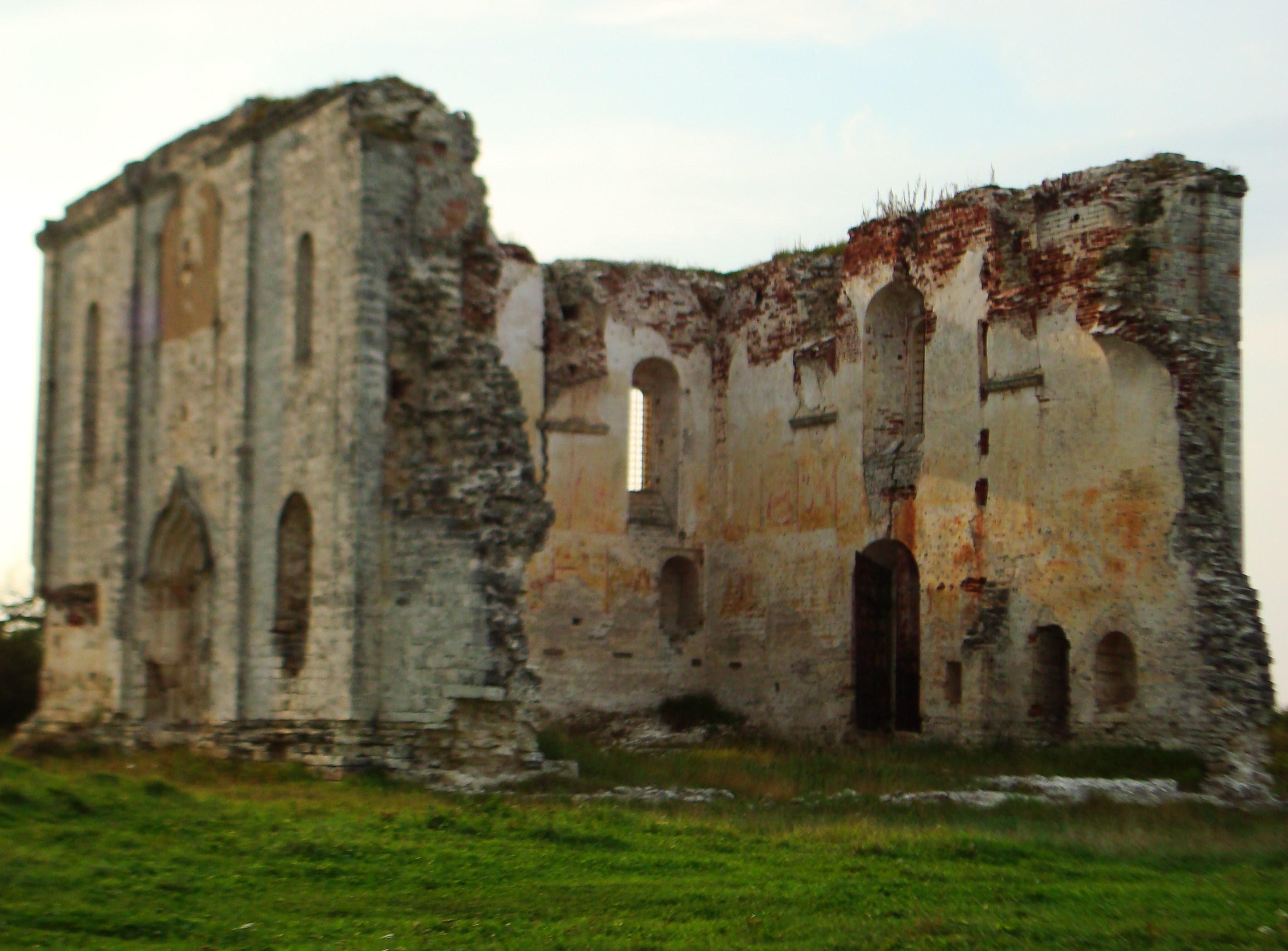
De ruïnes van het klooster

Bestuurlijk centrum: Tver 

Andreapol · Bezjetsk · Bely · Bologoje · Kasjin · Kaljazin · Kimry · Konakovo · Krasny Cholm · Koevsjinovo · Lichoslavl · Nelidovo · Oedomlja · Ostasjkov · Rzjev · Staritsa · Torzjok · Toropets · Vesjegonsk · Vysjni Volotsjok · Zapadnaja Dvina · Zoebtsov